# 蘇切維察修道院

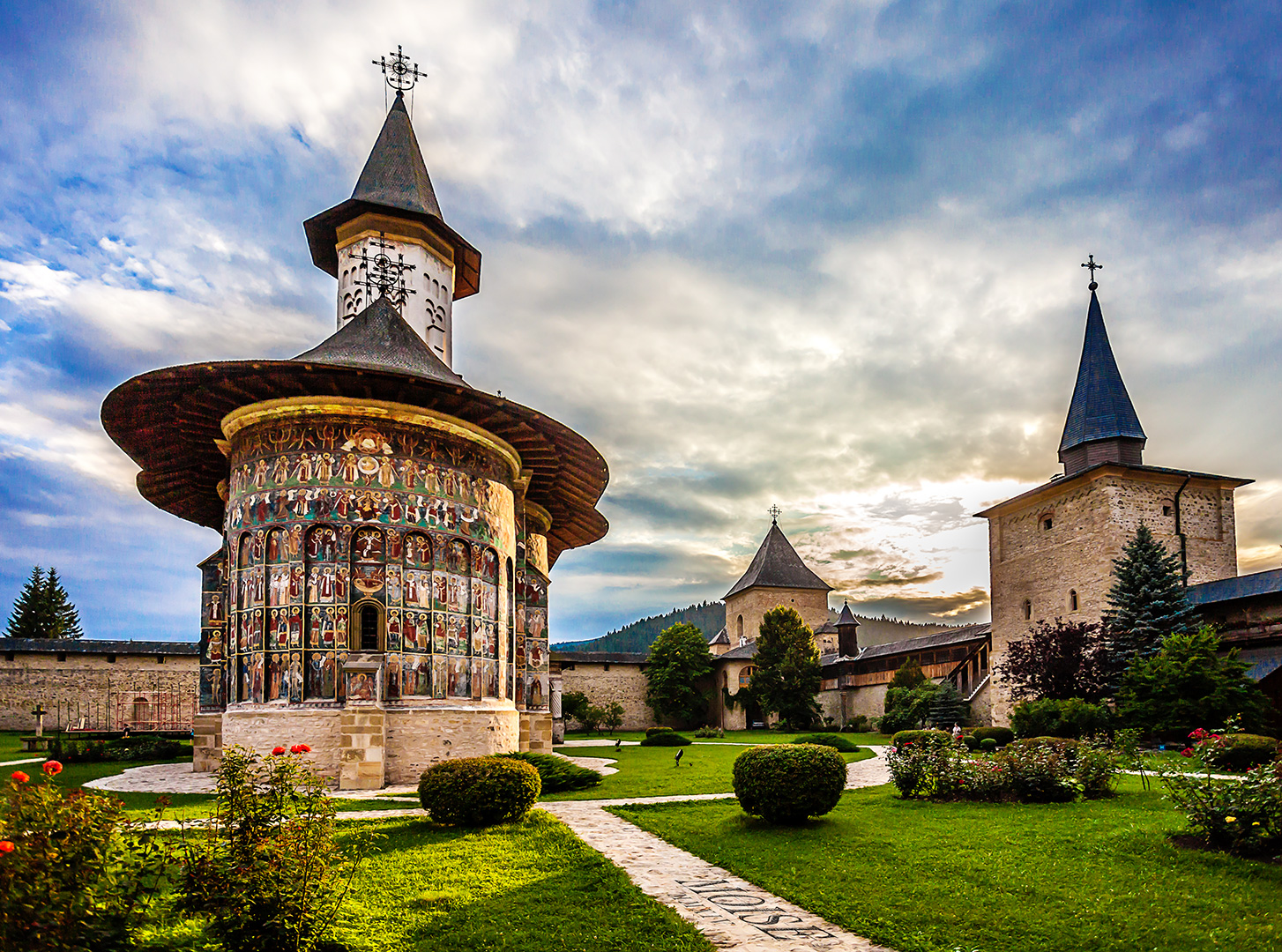

蘇切維察修道院（Sucevița Monastery）是羅馬尼亞的一座東正教修道院，位於羅馬尼亞東北部。這座修道院修建於1585年，建築風格融合了拜占庭式建築和哥特式建築。2010年，該建築被列入世界文化遺產北摩爾達維亞的彩色教堂群。

## 外部連結
- Sucevița Monastery （页面存档备份，存于）
- Romania's Painted Churches, Cloud9.net （页面存档备份，存于）
- Mănăstirea Suceviţa (pe TravelWorld.ro) （页面存档备份，存于）
- Informaţii detaliate